# Schizomavella sarniensis
Schizomavella sarniensis är en mossdjursart som beskrevs av Hayward och Thorpe 1995. Schizomavella sarniensis ingår i släktet Schizomavella och familjen Bitectiporidae. Inga underarter finns listade i Catalogue of Life.